# Villaobispo de las Regueras
Villaobispo de las Regueras es una localidad española, perteneciente al municipio de Villaquilambre, en la provincia de León y la comarca de Tierra de León, en la comunidad autónoma de Castilla y León. 
Es la segunda localidad más grande del municipio. Situada a la margen derecha del río Torío, y muy cercano al campus de la ULE y al barrio de La Granja forma parte del alfoz de León.
Los terrenos de Villaobispo de las Regueras limitan con los de Villaquilambre al norte, Villarrodrigo de las Regueras y Villamoros de las Regueras al noreste, Villavente, Tendal y Golpejar de la Sobarriba al este, Las Lomas, Corbillos de la Sobarriba y Valdelafuente al sureste, Puente Castro al sur, León al suroeste, León al oeste y Navatejera al noroeste.
Perteneció a la antigua Hermandad de las Regueras.